# Peter Westbrook
Pour les articles homonymes, voir Westbrook.
Peter Westbrook, né le 16 avril 1952 à Saint-Louis (Missouri) et mort le 29 novembre 2024, est un escrimeur américain, médaillé de bronze aux Jeux olympiques de Los Angeles de 1984.

## Carrière
Peter Westbrook participe aux Jeux olympiques d'été de 1984 et  remporte la médaille de bronze dans l'épreuve de sabre individuel.